# ببسينوجين

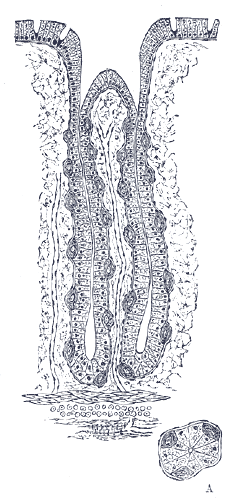

ببسينوجين  أو بيبسينوجين Pepsinogen هو ببتيد مولد الببسين وهو إنزيم هضمي. تفرز خلايا المعدة أولا إنزيم الببسينوجين الذي لا يكون نشيطا في البدء وعند اختلاطه بالحمض معدي يتحول إلى ببسين الذي يقوم بتفكيك بروتينات الغذاء، ويفككها إلى  أحماض أمينية بسيطة يمكن للجسم إعادة تركيبها في الكبد لتناسب تركيبات الجسم الخصوصية ويستفيد منها.
إنزيم الببسينوجين أو عصارة الببسينوجين يفرز من خلايا جدران المعدة كمولد لإنزيم هضم البروتينات المسمى ببسين، وهذا يحدث حتى لا يقوم الببسين بتفكيك خلايا المعدة نفسها. وبعد إفراز الببسينوجين واختلاطه بحمض المعدة - فهو يحتاج إلى وسط حمضي لتكسبه نشاطه - يتحول إلى ببسين ويقوم بوظيفته في تحليل بروتينات الغذاء.
افراز المعدة للغاسترين يحفز افراز الببسينوجين.

## التاريخ
قرب نهاية القرن 19 كانت وظيفة الببسين كعصارة معدة تهضم الغذاء معروفة. واعتقد الأطباء عدة عقود أن الإنزيمات كانت جزيئات صغيرة مرتبطة ببروتينات كمادة حاملة. ولاحظ العالم «جون نيوبورت لانغلي» في عام 1882 أن مستخرجا له صفات قلوية يفرز من الغشاء المخاطي للمعدة ويحتوي على عصارة تسبق الببسين، وان هذا المستخرج يتحول إلى ببسين بعد اختلاطه بعصارة المعدة.
وقد نجح «روجر هيريوت» و «جون هوارد نورثورب» في عام 1936 بفصل الببسينوجين وتكوين بلورات منه بعدما نجح نورثورب في تحضير بلورات من الببسين في عام 1930 . ولم تثبت البحوث التي قام بها هذان العالمان بإثبات وجود ومعرفة صفات تلك المادة فقط وإنما أيدت بحوثهما أن البروتينات يمكن أن تكون لها أيضا نشاطا كمحفز في العمليات الكيميائية، وحصل هذان العالمان على جائزة نوبل للكيمياء في عام 1946 على هذا الاكتشاف.